# Elatostema lingelsheimii
Elatostema lingelsheimii är en nässelväxtart som beskrevs av H. Winkl.. Elatostema lingelsheimii ingår i släktet Elatostema och familjen nässelväxter. Inga underarter finns listade i Catalogue of Life.